# Araeopteron micraeola
Araeopteron micraeola là một loài bướm đêm trong họ Erebidae.